# Petros Protopapadakis
Petros Protopapadakis (gr. Πέτρος Πρωτοπαπαδάκης; ur. 1854 w Aperatos, zm. 28 listopada 1922 w Atenach) – grecki polityk, premier Grecji między majem a sierpniem 1922.

## Życiorys
Był ministrem sprawiedliwości w rządzie Dimitriosa Gunarisa w latach 1920–1922. Funkcję premiera objął po ustąpieniu (po 10 dniach urzędowania) rządu Nikolaosa Stratosa. Do końca domagał się, by wojsko greckie w wojnie z Turkami nie wycofywało się z Anatolii.
Rząd Protopapadakisa został obalony przez Komitet Rewolucyjny kierowany przez Nikolaosa Plastirasa i Stylianosa Gonatasa. Rząd wojskowy powołał, wbrew prawu, Trybunał Wojskowy, który postawił zarzut zdrady stanu Protopapadakisowi oraz dwóm innym premierom Grecji – Dimitriosowi Gunarisowi i Nikolaosowi Stratosowi, dwóm ministrom i trzem oficerom, w tym ostatniemu głównodowodzącemu armią grecką w Anatolii Jeorjosowi Chadzianestisowi. 28 listopada 1922 ogłoszono wyrok śmierci w odniesieniu do sześciu z ośmiu podsądnych, w tym Protopapadakisa. Wyrok wykonano jeszcze tego samego dnia.
W rodzinnym mieście znajduje się jego pomnik.